# Neue Ökonomische Politik (Malaysia)
Als Folge der blutigen Unruhen am 13. Mai 1969 wurde in Malaysia eine neue Wirtschaftspolitik eingeführt, die so genannte malaysische Neue Ökonomische Politik (Abkürzung: NÖP; malaiisch Dasar Ekonomi Baru), die auch als Bumiputra-Politik bekannt geworden ist. Ziel dieser Politik ist es, die in vielen Bereichen unterlegene malaiische Volksgruppe gegenüber der indischen und chinesischen zu stärken, um so die Konflikte zu verringern. Diese Politik existiert bis heute und ist Gegenstand kontroverser Diskussionen.
Wesentlicher Inhalt dieser Politik ist:
1. Bei börsennotierten Unternehmen müssen mindestens 30 % der Angestellten Bumiputra sein.
2. Bauherren müssen beim Verkauf von Eigentumshäusern eine vorher festgelegte Quote an 
Bumiputra verkaufen und dabei einen Preisnachlass von mindestens 7 % gewähren.
3. Es gibt spezielle, nur von Bumiputra zu erwerbende Staatsanleihen.
4. Staatliche Aufträge werden häufig nur an Bumiputra vergeben. Das führt zu so genannten „Ali-Baba“-Projekten. Dabei steht Ali für eine Bumiputra Firma, die lediglich auf dem Papier am Projekt beteiligt ist und dafür einen Anteil am Gewinn bekommt. Baba steht dabei für die ausführende Firma.
5. Quoten für den Zugang zu Universitäten. So bekommen weniger qualifizierte Bumiputra einen Anspruch auf einen Studienplatz, während andere Studenten mit höherer Qualifikation abgelehnt werden.
6. Bevorzugung beim Import von Neufahrzeugen durch Bumiputra. Die zum Import benötigten AP (Approved Permits) werden fast ausschließlich an Bumiputra vergeben. Mangels finanzieller Möglichkeiten werden diese aber häufig weiterveräußert. Geschätzter Marktwert: RMB 35.000